# Phyllocycla diphylla
Phyllocycla diphylla är en trollsländeart som först beskrevs av Selys 1854.  Phyllocycla diphylla ingår i släktet Phyllocycla och familjen flodtrollsländor. Inga underarter finns listade i Catalogue of Life.